# Callithrix manicorensis
Mico manicorensis là một loài động vật có vú trong họ Cebidae, bộ Linh trưởng. Loài này được M. van Roosmalen, T. van Roosmalen, Mittermeier & Rylands mô tả năm 2000.

## Hình ảnh

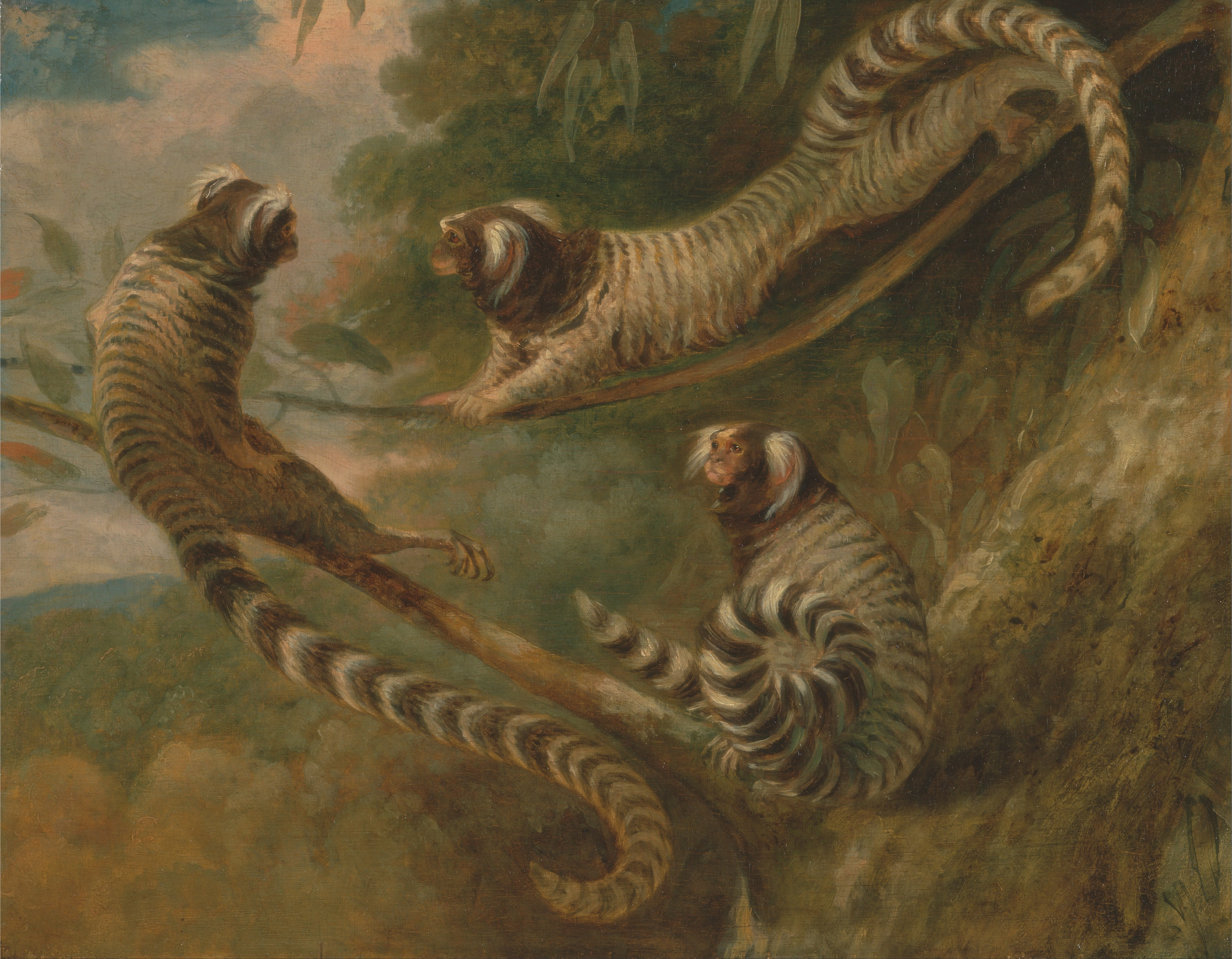